# Divino Sospiro
O Divino Sospiro é uma orquestra portuguesa especializada na interpretação de música barroca fundada em 2003 pelo músico italiano Massimo Mazzeo, tendo-se estreado na Festa da Música desse ano. É, desde 19 de setembro de 2006, orquestra em residência no Centro Cultural de Belém em Lisboa.
É constituída por uma formação base de vinte músicos. O maestro titular é Enrico Onofri.

## Projetos
- Paixão Segundo São Mateus — 2009
- Floresta Encantada — Centro Cultural de Belém, 2010
- Madalena aos Pés de Cristo — Dias da Música, 2010
- Antígono — 2011
- Concerto de encerramento do Festival de Música de Leiria — 2011
- Te Deum — Fundação Calouste Gulbenkian, 2011
- Morte d'Abel — Centro Cultural de Belém, 2012